# Arduinbos
Arduinbos är en skog i Belgien.   Den ligger i provinsen Östflandern och regionen Flandern, i den centrala delen av landet, 30 kilometer väster om huvudstaden Bryssel.
Omgivningarna runt Arduinbos är en mosaik av jordbruksmark och naturlig växtlighet. Runt Arduinbos är det ganska tätbefolkat, med 230 invånare per kvadratkilometer.